# Suaningi

Suaningi, eller Suaninki, är en ort belägen 6 kilometer öster om Pirttiniemi och 16 kilometer sydöst om Korpilombolo i Pajala kommun.
Suaningi grundades år 1791 av Lars Johansson Skomakare. Befolkningen i byn har levt av skogs- och jordbruksnäringar. Vattendraget Aapuajoki som rinner österut till Torneälven har sin källa strax öster om Suaningi, medan sjön Suaninkijärvi som orten ligger invid avvattnas mot väster till Kalixälven. Det finns skoterleder, vandringsleder och en badstrand vid Suaninkijärvi. I byn finns det en fiskevårdsområdesförening, Suaningi FVO. Norr om byn i Kuusivaara finns det ett naturreservat. Pahajärvi är en sjö sydost om Suaninkijärvi. I juni 2016 fanns det enligt Ratsit 24 personer över 16 år registrerade med Suaningi som adress.
Grannbyar till Suaningi är Pirttiniemi, Rovakka, Aapua, Kivijärvi och Korpilombolo.